# Diandongichthys
Diandongichthys è un genere estinto di piccoli pesci ossei appartenenti ai Ginglymodi, un gruppo di pesci olostei comprendente anche i moderni lucci-alligatore (Lepisosteidae). È conosciuto grazie a fossili provenienti dai depositi marini dell'Anisico (Triassico medio) di Luoping, nella provincia di Yunnan in Cina.

## Descrizione
Diandongichthys era un pesce di piccole dimensioni, caratterizzato da un corpo fusiforme, un muso smussato e una pinna caudale eterocerca piuttosto corta. Il cranio mostra caratteristiche peculiari: uno splancnocranio corto privo di infraorbitali anteriori, un osso mascellare che termina sotto l'orbita e la presenza di un gulare mediano.
L'olotipo presenta una lunghezza standard di 35,2 mm e una lunghezza totale di 45,5 mm, mentre il più grande esemplare noto raggiunge una lunghezza standard di 41,0 mm. L'esemplare più piccolo misura appena 27,4 mm di lunghezza standard.
Alcune autapomorfie distinguono Diandongichthys dagli altri membri dei Ginglymodi, come particolari ornamentazioni sulle ossa craniche e caratteristiche uniche nella struttura della pinna caudale. In dettaglio le autapomorfie sono le seguenti: grandi pori per il canale sensoriale sopraorbitale nel frontale, situati molto vicino al margine laterale di questo osso; osso quadrato esposto in vista laterale (non coperto dalle ossa della guancia); lunghezza dell'opercolo quasi uguale alla sua profondità; margine posteriore del lobo assiale del corpo con una fila incompleta di due o tre scaglie; il numero di raggi delle pinne. 

## Classificazione
La descrizione di Diandongichthys, avvenuta nel 2023, lo ha indicato come uno dei più antichi e più piccoli ginglimodi conosciuti, e ha offerto nuovi spunti sull'origine e sulla prima diversificazione dei ginglimodi. Nonostante presenti alcune sinapomorfie di questo gruppo, Diandongichthys conserva anche tratti primitivi, posizionandosi alla base del clado.

## Paleoecologia
Gli esemplari di Diandongichthys provengono dai depositi marini della Formazione di Luoping, famosa per la sua eccezionale conservazione di fauna triassica, tra cui pesci, anfibi, rettili marini e invertebrati.